# Karol Grzybowski
Karol Edmund Grzybowski (ur. 13 lutego 1985 w Nowym Sączu) – polski radca prawny i urzędnik, od 2024 podsekretarz stanu w Kancelarii Prezesa Rady Ministrów.

## Życiorys
Karol Grzybowski uzyskał tytuł magistra prawa (2009, z wyróżnieniem) oraz licencjata zarządzania (2010) na Uniwersytecie Warszawskim. Został wpisany na listę radców prawnych.
W latach 2010–2012 pracował w Departamencie Rozwoju Rynku Finansowego Ministerstwa Finansów. Od 2012 zatrudniony m.in. w Instytucie Studiów Podatkowych w Warszawie, a następnie jako główny legislator w Rządowym Centrum Legislacji.
1 lutego 2024 został powołany na stanowisko podsekretarza stanu w Kancelarii Prezesa Rady Ministrów.
Syn Elżbiety i Mirosława.